# Curidia debrogania
Curidia debrogania är en kräftdjursart som beskrevs av Thomas 1983. Curidia debrogania ingår i släktet Curidia och familjen Ochlesidae. Inga underarter finns listade i Catalogue of Life.